# Mason Chamberlin
Mason Chamberlin, angleški slikar in akademik, * 1727, † 1787.
Njegov učitelj je bil Francis Hayman. Leta 1768 je postal ustanovitveni član Kraljeve akademije.